# Propaganda Due
Die Organisation Propaganda Due (P2) war ursprünglich eine italienische Freimaurerloge, die in den 1970er Jahren zur Tarnung einer politischen Geheimorganisation zweckentfremdet wurde. 
Gegründet 1887 in Rom als freimaurerisches Gegenstück zur Kurienkongregation „Propaganda Fide“ (auf Deutsch „Verbreitung des Glaubens“) unter dem Namen „Propaganda Massonica“ („Verbreitung der Freimaurerei“), wurde die Loge, wie die Freimaurerei überhaupt, während der Herrschaft des Faschismus verboten. 1944 wurde sie als zweite Loge des Grande Oriente d’Italia als Propaganda Due neu gegründet. 1974 beschloss der Großlogentag des Grande Oriente d’Italia den Ausschluss, der jedoch erst 1982 wirklich wirksam wurde. Bei der Untersuchung der Aktivitäten der P2 wurde 1981 bekannt, dass unter maßgeblicher Beteiligung von Licio Gelli ein konspiratives Netzwerk aus Führungspersonen der Polizei, des Militärs, der Wirtschaft, der Politik, der Mafia und von Geheimdiensten geschaffen worden war. Es bestand ein ernster Verdacht, dass der Geheimbund Pläne für einen Staatsstreich entwickelt hatte und mit unter „falscher Flagge“ inszenierten Terroranschlägen der 1970er Jahre in Zusammenhang stand, was später in gerichtlichen Untersuchungen bestätigt wurde. Die P2 wurde 1982 aufgelöst und verboten.

## Gründung und Geschichte

### Ursprünge und Neugründung nach dem Zweiten Weltkrieg
Der Name P2 stammt von der Loge „Propaganda Massonica“ ab, einer 1877 von Mitgliedern des piemontesischen Adels (Haus Savoyen/Sardinia-Piedmont) in Turin gegründeten Loge. Unter Mussolini war die Freimaurerei allerdings von 1926 bis 1945 in Italien verboten. Als der Grande Oriente d’Italia nach dem Zweiten Weltkrieg wiederbelebt wurde, entschied man sich dafür, die neugegründeten Logen zu nummerieren. So entstand die Propaganda Due. Francesco Cossiga bestätigte im Jahr 1993, die P2 sei ein „amerikanischer Import“ gewesen, „die Antwort auf die Ängste atlantischer Zirkel“ gegenüber einer möglichen Allianz zwischen der dominierenden Partei Democrazia Cristiana (DC), der sozialistischen PSI und der Kommunistischen Partei Italiens (PCI).

### Antikommunismus und Pläne für Machtübernahme
Der Aufstieg des Kommunismus in Italien beunruhigte die Freimaurer stark, die nach dem Zweiten Weltkrieg eine zunehmend antikommunistische Einstellung entwickelt hatten. 1965 wurde der Faschist Licio Gelli in einer Loge des Grande Oriente in Rom initiiert. 1967 übertrug ihm der damalige Großmeister die Verantwortung für die Loge P2, die zu dieser Zeit praktisch inaktiv war. 1969 ernannte man ihn zum Sekretär der Loge. Die Mitglieder der P2 rekrutierte er aus Führungspersonen der Wirtschaft, des Militärs, der Politik, der Mafia  und der Nachrichtendienste Italiens. Laut Andrea Spalinger habe die P2 bis 1974 mit einem Staatsstreich geliebäugelt, sich danach jedoch stattdessen „auf die Schwächung des demokratischen Systems von innen heraus“ konzentriert. Untersuchungsrichter Giuliano Turone sagte 2023 dem Tages-Anzeiger, Italien sei damals „bestenfalls eine Halbdemokratie“ gewesen.
Laut den Aussagen des Michele Sindona war die P2 nicht nur in Italien aktiv, sondern auch in Südamerika, vor allem in Argentinien, Uruguay und Brasilien. Im Jahr 1977 übernahm die P2 die Kontrolle über den Corriere della Sera, der sich in finanziellen Schwierigkeiten befand. Seither änderte sich die politische Ausrichtung der Zeitung.

### Ausschluss aus der Freimaurerei 1974
Als sich erwies, dass die Loge durch eine Verschwörung einen politischen Umsturz anstrebte, entzog der italienische Großlogentag des Grande Oriente d’Italia im Dezember 1974 jener „Gruppe eigener Qualifikation“ die Anerkennung mit 400 von 406 Stimmen.
Im März 1975 beschuldigte Gelli den Großmeister des Grande Oriente d’Italia großer finanzieller Unregelmäßigkeiten. Er zog seine Anschuldigungen zurück, als der Großmeister im Gegenzug ankündigte, ein Patent für eine neue P2-Loge auszustellen. Damit wurde die Propaganda Due regulär. Gelli wurde nun offiziell Meister vom Stuhl dieser Loge.
1976 beantragte er, dass die P2 „eingeschläfert“, nicht aber aufgelöst werde, so dass er die offiziell inaktive Loge insgeheim weiterbetreiben konnte, ohne dass der Großorient davon Kenntnis hatte und ohne dass sein Vorsitz durch eine Wahl gefährdet werden konnte.
1978 führten finanzielle Unregelmäßigkeiten, in welche der Großmeister des Grande Oriente d’Italia verwickelt war, dazu, dass viele andere Großlogen drohten, der Großloge ihre Anerkennung zu entziehen, so dass der Großmeister vor Ende seiner normalen Amtszeit zurücktrat. Gelli finanzierte nun einen Wahlkampf für den vorherigen Großmeister, der jedoch nicht wiedergewählt wurde.

### Mafiaverbindungen, Geldwäsche und die Vatikanbank
Als verschiedene Ermittler den Kollaps der Banken des Freimaurers Michele Sindona und dessen Verbindungen zur sizilianischen Cosa Nostra untersuchten, rückte die P2 ins öffentliche Licht.
Sindona und auch Roberto Calvi, beide Freimaurer, hatten in den 1970ern durch ein kompliziertes System illegale Drogengelder der Mafia gewaschen über das Institut für die religiösen Werke (Istituto per le Opere di Religione, IOR), landläufig Vatikanbank.
Umgekehrt waren verschiedene ranghohe Mitglieder der Cosa Nostra im Laufe dieser Zeit sizilianischen Freimaurerlogen auf deren Wunsch hin beigetreten.

### Aufdeckung 1981 und Rücktritt des Premierministers
Am 17. März 1981 fanden Ermittler in Gellis Landhaus in Arezzo eine Liste von 962 Mitgliedern einer Loge aus der Finanzwirtschaft, der Politik, dem Militär und dem Journalismus. Auslöser des von Giuliano Turone unterzeichneten Durchsuchungsbefehls waren Ermittlungen im Fall Sindona. Auf der Liste befanden sich die drei amtierenden Leiter der italienischen Geheimdienste, der amtierende Premierminister Arnaldo Forlani sowie sein Kabinettschef, der Unternehmer und spätere Premierminister Silvio Berlusconi und der Sohn des letzten Königs von Italien Viktor Emanuel von Savoyen. Da die Nummerierung mit 1600 beginnt, wird spekuliert, es seien bis zu 1000 Namen noch nicht enthüllt. Die Entdeckung sorgte für einen der größten Skandale in Italiens Nachkriegsgeschichte.
Im Jahr 1980 gab Licio Gelli dem Corriere della Sera ein Interview; dabei wurde er von Maurizio Costanzo interviewt, der ebenfalls ein Mitglied der P2 war. Gelli befürwortete im Interview, Italiens Verfassung nach französischem Vorbild zu ändern und eher ein präsidiales System einzuführen. Auf die Frage, was er immer schon sein wollte, antwortete er: Ein Puppenspieler.
Im Mai 1981 wurde die gefundene Mitgliederliste veröffentlicht. Premierminister Forlani musste kurz darauf unter öffentlichem Druck zurücktreten.

### Freimaurer-„Ehrengericht“
Wenig später wurde Gelli vor ein freimaurerisches Ehrengericht gestellt. Gelli habe sich 1962 von der Gian Domenico Romagnosi in Rom annehmen lassen, was die Statuten seiner Großloge verletzt habe. Man entschied nun, dass die P2 als Loge bereits seit 1974 erloschen sei. Die Neuausstellung des Patents durch den damaligen Großmeister sei ohne Abstimmung illegal gewesen. Der Beschluss wurde erst am 4. September 1982 rechtskräftig, nachdem die Geheimorganisation durch das italienische Parlament für aufgelöst erklärt wurde. Die genaue Größe und die Struktur von P2 ist bis heute nicht geklärt.
Durch die P2-Affäre verlor auch der Grande Oriente d’Italia, der 1972 von der United Grand Lodge of England als regulär anerkannt worden war, diese Anerkennung an die Gran Loggia Regolare d’Italia. 1999 erhielt der Grande Oriente d’Italia die Anerkennung zurück; aktuell genießt jedoch ausschließlich die Gran Loggia Regolare d’Italia die Anerkennung der United Grand Lodge of England.
Sindona verstarb 1986 im Hochsicherheitsgefängnis Voghera an einer Cyanidvergiftung, nachdem er einen mit Cyanid versetzten Espresso getrunken hatte.

## Untersuchung
Eine parlamentarische Untersuchungskommission unter Vorsitz der Abgeordneten Tina Anselmi (DC) wies der P2 keine unmittelbaren juristischen Vergehen nach. Der Abschlussbericht betonte, Ziel des Geheimbundes sei eine Unterwanderung der Regierung und somit eine Umgestaltung der Politik aus dem Hintergrund gewesen, nicht aber die direkte Machtübernahme oder gar ein offener Putsch.
Das Schwurgericht von Bologna stellte in einem Strafverfahren fest, dass die Loge P2 Kriminelle angestiftet, bewaffnet und finanziert habe, um mit Mitteln der Subversion und des Terrorismus im Rahmen einer „Strategie der Spannung“ die Vorbedingungen für einen Staatsstreich zu schaffen. Mutmaßliche P2-Mitglieder sollen direkt oder indirekt an vielen Attentaten, Putschversuchen oder terroristischen Aktionen der 1960er und 1970er Jahre beteiligt gewesen sein.
Durch Beweis-Fälschungen wurden die Verbrechen linksextremen Terroristen zugeordnet. Mehrere Terroranschläge, etwa auf den Hauptbahnhof von Bologna am 2. August 1980 mit 85 Toten, schrieb man anfangs der Terrorgruppe Rote Brigaden zu, doch wurde dieses Attentat Mitgliedern der neofaschistischen Nuclei Armati Rivoluzionari, kurz NAR, zugeschrieben. Vier ihrer Mitglieder wurden 1988 verurteilt. Zudem ist erwiesen, wie Gelli und mehrere Geheimdienstler, darunter auch der Geheimdienstchef Pietro Musumeci (auch er ein Mitglied der P2) die anschließenden polizeilichen Ermittlungen behinderten und versuchten, die Polizei auf falsche Spuren zu bringen.

## Spätfolgen und heutige Bedeutung
Der italienische Staatsanwalt Libero Mancuso bilanzierte im Jahr 2005 über die Auswirkungen der damaligen Vorgänge auf die weitere Entwicklung Italiens lt. Deutschlandfunk:

„Der so genannten „Strategie der Spannung“ folgte schließlich die Strategie der Machtübernahme mithilfe der Massenmedien. Das erfinde ich nicht, denn das steht so im Erneuerungsprogramm von Licio Gelli, das man Anfang der 80er Jahre bei ihm beschlagnahmt hat. In diesem Programm, eine Anleitung zum Staatsstreich, ist das Verschwinden der Linksparteien vorgesehen, die Auflösung der Gewerkschaften, dazu der Aufbau eines privaten Fernsehsystems und gleichzeitig die Aushöhlung des staatlichen Fernsehens RAI. Alles Dinge, die entweder schon vollzogen sind oder noch vollzogen werden.“

Laut Mancuso behauptete Licio Gelli, dass sieben Minister der ersten Regierung von Silvio Berlusconi in der Vergangenheit P2-Mitglieder waren, auch Berlusconi selbst. Als dieser 1996 das Programm seiner ersten Partei Forza Italia vorlegte, meinte Gelli zufrieden, dass Berlusconi Gellis „Plan der Nationalen Erneuerung fast komplett übernahm“. Dass nach dem Attentat von Bologna die terroristischen Anschläge im Rahmen der Strategie der Spannung aufhörten, deutete Mancuso nicht als Verschwinden der italienischen Demokratie-Probleme:

„Vielleicht ist Italien deshalb nicht mehr in Gefahr, weil bereits alles so gekommen ist, wie bestimmte Kreise es gewollt haben.“

## Mitglieder oder Personen mit Kontakten zur P2
Beteiligt waren 44 Parlamentarier, 3 Minister, 5 Staatssekretäre, viele hohe Parteifunktionäre und Beamte, Dutzende Generäle und andere hohe Militärs, die Führungen der Geheimdienste und der Finanzpolizei, einige Diplomaten, Richter und Staatsanwälte, einflussreiche Journalisten, Verleger und diverse Unternehmer, unter ihnen Silvio Berlusconi.

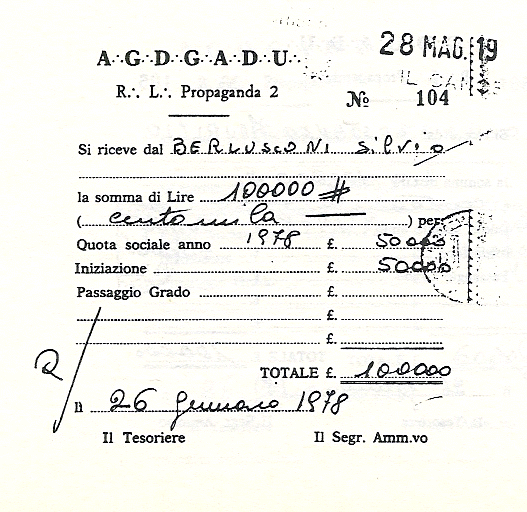
Quittung für Berlusconis Eintritt in die Propaganda Due

- Als prominentestes Mitglied wurde mit Mitgliedsnummer 1816 der Medienmogul und mehrfache italienische Ministerpräsident Silvio Berlusconi geführt.[19] Silvio Berlusconi bestritt die Mitgliedschaft und wurde wegen Meineides verurteilt, da ihm diese nachgewiesen wurde. Berlusconi hat sich verschiedentlich öffentlich mit Zielen identifiziert, die auch Gelli hatte.
- Licio Gelli wurde auf der Flucht in der Schweiz verhaftet. Er floh aus Schweizer Haft und kehrte nach Verfolgungsverjährung wieder in seine Heimat Italien zurück.
- Roberto Calvi (Spitzname: Bankier Gottes), ermordet 1982
- Michele Sindona (Bankier), ermordet 1986
- Viktor Emanuel von Savoyen, letzter Kronprinz des italienischen Königreichs
- Carmine „Mino“ Pecorelli, Investigativjournalist, ermordet 1979
- Maurizio Costanzo, Journalist und Fernsehmoderator

## P3
Seit 2008 wurden in Italien hochrangige illegale Strukturen überwacht, denen Verbindungen zur ehemaligen Propaganda Due nachzuweisen sind. In diesem Zusammenhang ist 2010 Wirtschaftsstaatssekretär Nicola Cosentino von seinem Amt zurückgetreten. Piero Grasso, Leiter der Nationalen Antimafia-Staatsanwaltschaft, dazu in der Zeitung „La Repubblica“: „Die Korruption scheint heute dem Erhalt eines kriminellen Netzes zu dienen, in dem es einen derart komplizierten Austausch von Gegenleistungen gibt, dass er nicht in unsere juristischen Modelle passt.“ P3 wurde 2010 von den Behörden aufgelöst.

## P4
Die nach der Auflösung von P3 gegründete Gruppe Propaganda quattro, kurz P4, leitet Gellis Logenbruder Luigi Bisigniani.
Den Mitgliedern wird Verrat von Ermittlungsergebnissen, Erpressung, Begünstigung und Amtsmissbrauch vorgeworfen.

## Dokumentarfilm
- National Geographic Channel: NG Inside: Die Freimaurer. 2007, 50 Minuten.[24]
- Die Akte Silvio Berlusconi. Dokumentation von Arte zu Berlusconi und der P2, 2011, 53 Minuten

## Radiosendung
- ORF: Italienische Reisen – Johann Wolfgang Goethe 1786 – Michael Schrott 1986. im Sendungsteil: „Bologna – Ruhe sanft. Der Matratzenfabrikant Licio Gelli“, (CD 2, Track 8)[25]. Ursprünglich gesendet 1986 auf Ö3 in der Sendung Die Musicbox, zu Teilen von 10 Minuten pro Tag. Nach der Veröffentlichung als CD-Box als Wiederholung auf Ö1.[26]